# مصطفی تجدد
دکتر مصطفی تجدد (۱۲۸۷ - ۱۳۵۸شمسی) وزیر بازرگانی، مؤسس و رئیس بانک بازرگانی ایران، عضو  اتاق بازرگانی تهران، بانکدار و از سیاستگذاران اقتصادی دوران پهلوی بود. او نخستین کسی در ایران است که بانک خصوصی دائر کرده است. 
پدرش رضا تجدد و عمویش زین‌العابدین رهنما، هر دو روزنامه‌نگار ادیب و سیاستمدار بودند. پدربزرگش شیخ‌العراقین مازندرانی از علمای مشروطه‌خواه دوره قاجار بود. در سال ۱۳۰۶ پس از پایان تحصیل خود مدرسه‌ی آلمانی به خدمت وزارت دادگستری درآمد و مقام کفالت دفتر استیناف را تصاحب کرد. در آبان ۱۳۰۸ به بانک ملی ایران منتقل شد. در سال ۱۳۱۲ به آلمان رفت و در رشته‌های حقوق و اقتصاد تحصیل کرد. 
تجدد پس از بازگشت به ایران، معاون مالی بانک صنعتى و معدنى شد که بعدها به سازمان برنامه تبدیل گشت. در سال ۱۳۲۸ با همکاری محمدعلی مفرح، بانک بازرگانی ایران را با سرمایه‌ای حدود ۵۰میلیون ریال بنا نهاد که نخستین بانک خصوصی ایران است. در سال ۱۳۳۲ به نمایندگی ساری به مجلس شورای ملی راه یافت (دوره هجدهم) و در سال ۱۳۳۶ در کابینه دکتر منوچهر اقبال، وزیر بازرگانی شد. 
تجدد نزدیک به یک سال وزیر بازرگانی و دبیركل شوراى عالى اقتصاد بود تا اینکه بر سر اختلاف نظر با شاه بر سر احداث هتل هیلتون (استقلال کنونی) ناچار به استعفا شد. او در سال ۱۳۴۲ سناتور شد و تا زمان انقلاب بر کرسی نمایندگی مجلس سنا نشست.